# Чемпионат России по хоккею с мячом 1995/1996
4-й чемпионат России по хоккею с мячом состоялся с 23 ноября 1995 года по 12 марта 1996 года.
Участвовали 22 команды. Предварительный турнир по географическому принципу: Восточная и Западная группы, затем — плей-офф, начиная с 1/4 финала, стыковые матчи за 5, 7 места, турниры за 9-14 и 15-22 места. Сыгран 301 матч, забито в общей сложности 2440 мячей.
Начиная с этого чемпионата за победу в матче стали присуждать 3 очка, а не 2, как ранее.
Чемпионом России впервые стала команда «Водник» (Архангельск).

## Предварительный этап
| М  | Западная группа             | 1        | 2        | 3        | 4       | 5        | 6       | 7       | 8        | 9        | 10       | 11       | В  | Н | П  | М               | О  |
| -- | --------------------------- | -------- | -------- | -------- | ------- | -------- | ------- | ------- | -------- | -------- | -------- | -------- | -- | - | -- | --------------- | -- |
| 1  | «Старт» (Нижний Новгород)   |          | 6:4 5:3  | 4:2 1:6  | 5:2 3:4 | 5:3 4:4  | 4:0 2:7 | 4:1 2:2 | 9:2 3:1  | 12:3 2:4 | 8:5 6:3  | 11:3 5:2 | 14 | 2 | 4  | 101 — 61 = + 40 | 44 |
| 2  | »Водник" (Архангельск)      | 3:5 4:6  |          | 6:2 4:5  | 3:1 4:4 | 5:0 0:3  | 6:2 3:2 | 9:3 1:2 | 13:4 3:3 | 8:5 5:3  | 11:3 9:3 | 9:1 11:3 | 13 | 2 | 5  | 117 — 60 = + 57 | 41 |
| 3  | »Волга" (Ульяновск)         | 6:1 2:4  | 5:4 2:6  |          | 4:2 3:5 | 6:4 2:2  | 7:1 4:3 | 7:1 2:6 | 6:0 1:4  | 6:1 6:5  | 5:0 4:3  | 12:1 2:2 | 13 | 2 | 5  | 92 — 55 = + 37  | 41 |
| 4  | »Родина" (Киров)            | 4:3 2:5  | 4:4 1:3  | 5:3 2:4  |         | 1:2 6:3  | 6:3 2:6 | 9:3 4:2 | 4:2 4:2  | 4:1 2:5  | 7:2 3:2  | 7:1 2:3  | 12 | 1 | 7  | 79 — 59 = + 20  | 37 |
| 5  | »Строитель" (Сыктывкар)     | 4:4 3:5  | 3:0 0:5  | 2:2 4:6  | 3:6 2:1 |          | 5:2 2:3 | 5:1 2:2 | 7:2 2:4  | 8:3 3:3  | 7:6 7:5  | 5:2 11:5 | 10 | 4 | 6  | 85 — 67 = + 18  | 34 |
| 6  | »Североникель" (Мончегорск) | 7:2 0:4  | 2:3 2:6  | 3:4 1:7  | 6:2 3:6 | 3:2 2:5  |         | 7:0 2:5 | 4:3 3:4  | 4:1 4:2  | 6:4 4:3  | 4:1 5:4  | 11 | 0 | 9  | 72 — 68 = + 4   | 33 |
| 7  | »Локомотив" (Оренбург)      | 2:2 1:4  | 2:1 3:9  | 6:2 1:7  | 2:4 3:9 | 2:2 1:5  | 5:2 0:7 |         | 8:2 5:1  | 5:2 3:6  | 2:2 4:8  | 5:2 4:5  | 7  | 3 | 10 | 64 — 82 = − 18  | 24 |
| 8  | »Подшипник" (Самара)        | 1:3 2:9  | 3:3 4:13 | 4:1 0:6  | 2:4 2:4 | 2:7 4:2  | 4:3 3:4 | 1:5 2:8 |          | 5:3 5:5  | 5:3 2:3  | 2:1 4:6  | 7  | 2 | 11 | 59 — 91 = − 32  | 23 |
| 9  | »Север" (Северодвинск)      | 4:2 3:12 | 3:5 5:8  | 5:6 1:6  | 5:2 1:4 | 3:3 3:8  | 2:4 1:4 | 6:3 2:5 | 5:5 3:5  |          | 6:1 7:5  | 8:1 6:9  | 6  | 2 | 12 | 79 — 98 = − 19  | 20 |
| 10 | »Зоркий" (Красногорск)      | 3:6 5:8  | 3:9 3:11 | 3:4 0:5  | 2:3 2:7 | 5:7 6:7  | 3:4 4:6 | 8:4 2:2 | 3:2 3:5  | 5:7 1:6  |          | 5:1 5:4  | 4  | 1 | 15 | 71 — 108 = − 37 | 13 |
| 11 | »Динамо" (Москва)           | 2:5 3:11 | 3:11 1:9 | 2:2 1:12 | 3:2 1:7 | 5:11 2:5 | 4:5 1:4 | 5:4 2:5 | 4:6 1:2  | 9:6 1:8  | 4:5 1:5  |          | 3  | 1 | 16 | 55 — 125 = − 70 | 10 |

В верхних строках таблицы приведены результаты домашних матчей, а в нижних — результаты игр на выезде.
| М  | Восточная группа               | 1        | 2        | 3        | 4       | 5        | 6        | 7        | 8       | 9       | 10       | 11      | В  | Н | П  | М               | О  |
| -- | ------------------------------ | -------- | -------- | -------- | ------- | -------- | -------- | -------- | ------- | ------- | -------- | ------- | -- | - | -- | --------------- | -- |
| 1  | »Сибскана" (Иркутск)           |          | 7:4 2:9  | 3:2 0:1  | 5:3 1:1 | 4:2 0:5  | 10:1 3:3 | 6:3 4:4  | 8:5 8:5 | 4:1 4:6 | 8:0 2:1  | 5:2 0:2 | 12 | 3 | 5  | 84 — 60 = + 24  | 39 |
| 2  | »Сибсельмаш" (Новосибирск)     | 9:2 4:7  |          | 11:3 1:3 | 4:1 1:3 | 9:2 2:4  | 6:4 2:3  | 8:0 5:4  | 7:1 6:1 | 9:3 2:4 | 6:0 2:2  | 8:2 1:3 | 12 | 1 | 7  | 103 — 52 = + 51 | 37 |
| 3  | »Енисей" (Красноярск)          | 1:0 2:3  | 3:1 3:11 |          | 7:2 0:4 | 5:1 1:4  | 3:1 2:3  | 8:3 4:2  | 2:5 3:1 | 8:3 4:2 | 6:0 3:4  | 3:3 6:5 | 12 | 1 | 7  | 74 — 58 = + 16  | 37 |
| 4  | »Маяк" (Краснотурьинск)        | 1:1 3:5  | 3:1 1:4  | 4:0 2:7  |         | 6:4 4:6  | 7:0 2:2  | 5:2 4:5  | 5:1 1:5 | 1:1 4:1 | 5:2 4:4  | 8:3 6:5 | 10 | 4 | 6  | 76 — 59 = + 17  | 34 |
| 5  | СКА-«Зенит» (Екатеринбург)     | 5:0 2:4  | 4:2 2:9  | 4:1 1:5  | 6:4 4:6 |          | 0:0 4:4  | 7:4 1:5  | 7:1 5:4 | 0:3 3:3 | 5:0 10:2 | 7:5 3:4 | 10 | 3 | 7  | 80 — 66 = + 14  | 33 |
| 6  | СКА (Хабаровск)                | 3:3 1:10 | 3:2 4:6  | 3:2 1:3  | 2:2 0:7 | 4:4 0:0  |          | 6:3 1:9  | 2:1 2:4 | 5:1 5:4 | 14:2 1:3 | 5:2 3:1 | 9  | 4 | 7  | 65 — 69 = − 4   | 31 |
| 7  | »Кузбасс" (Кемерово)           | 4:4 3:6  | 4:5 0:8  | 2:4 3:8  | 5:4 2:5 | 5:1 4:7  | 9:1 3:6  |          | 5:5 5:5 | 2:1 3:2 | 10:4 2:4 | 3:0 6:1 | 8  | 3 | 9  | 80 — 81 = − 1   | 27 |
| 8  | »Саяны" (Абакан)               | 5:8 5:8  | 1:6 1:7  | 1:3 5:2  | 5:1 1:5 | 4:5 1:7  | 4:2 1:2  | 5:5 5:5  |         | 7:3 2:3 | 5:2 2:2  | 9:3 3:2 | 7  | 3 | 10 | 72 — 81 = − 8   | 24 |
| 9  | »Агрохим" (Березники)          | 6:4 1:4  | 4:2 3:9  | 2:4 3:8  | 1:4 1:1 | 3:3 3:0  | 4:5 1:5  | 2:3 1:2  | 3:2 3:7 |         | 6:0 0:2  | 3:1 3:4 | 6  | 2 | 12 | 53 — 70 = − 17  | 20 |
| 10 | »Шахтёр" (Ленинск-Кузнецкий)   | 1:2 0:8  | 2:2 0:6  | 4:3 0:6  | 4:4 2:5 | 2:10 0:5 | 3:1 2:14 | 4:2 4:10 | 2:2 2:5 | 2:0 0:6 |          | 4:3 4:6 | 5  | 3 | 12 | 42 — 100 = − 58 | 18 |
| 11 | »Евразия-Спорт" (Первоуральск) | 2:0 2:5  | 3:1 2:8  | 5:6 3:3  | 5:6 3:8 | 4:3 5:7  | 1:3 2:5  | 1:6 0:3  | 2:3 3:9 | 4:3 1:3 | 6:4 3:4  |         | 5  | 1 | 14 | 57 — 90 = − 33  | 16 |

В верхних строках таблицы приведены результаты домашних матчей, а в нижних — результаты игр на выезде.

## Финальный этап

### Плей-офф.
|  | Четвертьфинал | Четвертьфинал              | Четвертьфинал             |                            |                           | Полуфинал                  | Полуфинал             | Полуфинал             |                       |                       | Финал                 | Финал                     | Финал   | Финал | Финал |
|  |               |                            |                           |                            |                           |                            |                       |                       |                       |                       |                       |                           |         |       |       |
|  | З-2           | «Водник» (Архангельск)     | 13:0                      |                            |                           |                            |                       |                       |                       |                       |                       |                           |         |       |       |
|  | В-3           | «Енисей» (Красноярск)      | 3:12                      |                            |                           |                            |                       |                       |                       |                       |                       |                           |         |       |       |
|  | В-3           | «Енисей» (Красноярск)      | 3:12                      |                            | З-2                       | «Водник» (Архангельск)     | 17:2                  |                       |                       |                       |                       |                           |         |       |       |
|  |               |                            |                           |                            | З-2                       | «Водник» (Архангельск)     | 17:2                  |                       |                       |                       |                       |                           |         |       |       |
|  |               | В-1                        | «Сибскана» (Иркутск)      | 2:3                        |                           |                            |                       |                       |                       |                       |                       |                           |         |       |       |
|  | В-1           | В-1                        | «Сибскана» (Иркутск)      | 2:3                        | «Сибскана» (Иркутск)      | 8:2                        |                       |                       |                       |                       |                       |                           |         |       |       |
|  | В-1           |                            |                           |                            | «Сибскана» (Иркутск)      | 8:2                        |                       |                       |                       |                       |                       |                           |         |       |       |
|  | З-4           | «Родина» (Киров)           | 2:4                       |                            |                           |                            |                       |                       |                       |                       |                       |                           |         |       |       |
|  |               |                            |                           |                            |                           |                            |                       |                       |                       |                       | З-2                   | «Водник» (Архангельск)    | 5:3-5:3 |       |       |
|  |               |                            | В-2                       | «Сибсельмаш» (Новосибирск) | 6:4                       |                            |                       |                       |                       |                       |                       |                           |         |       |       |
|  | В-2           | «Сибсельмаш» (Новосибирск) | 7:2-8:2                   |                            |                           |                            |                       |                       |                       |                       |                       |                           |         |       |       |
|  | З-3           | «Волга» (Ульяновск)        | 5:3                       |                            |                           |                            |                       |                       |                       |                       |                       |                           |         |       |       |
|  | З-3           | «Волга» (Ульяновск)        | 5:3                       |                            | В-2                       | «Сибсельмаш» (Новосибирск) | 6:4                   |                       |                       |                       |                       |                           |         |       |       |
|  |               |                            |                           |                            | В-2                       | «Сибсельмаш» (Новосибирск) | 6:4                   |                       |                       |                       |                       |                           |         |       |       |
|  |               | З-1                        | «Старт» (Нижний Новгород) | 6:2-3:4                    |                           |                            | Матчи за третье место | Матчи за третье место | Матчи за третье место | Матчи за третье место | Матчи за третье место |                           |         |       |       |
|  | З-1           | З-1                        | «Старт» (Нижний Новгород) | 6:2-3:4                    | «Старт» (Нижний Новгород) | 7:3-4:2                    | Матчи за третье место | Матчи за третье место | Матчи за третье место | Матчи за третье место | Матчи за третье место |                           |         |       |       |
|  | З-1           |                            |                           |                            | «Старт» (Нижний Новгород) | 7:3-4:2                    |                       |                       |                       |                       |                       |                           |         |       |       |
|  | В-4           | «Маяк» (Краснотурьинск)    | 7:2                       |                            |                           |                            |                       |                       |                       |                       | З-1                   | »Старт" (Нижний Новгород) | 5:0     |       |       |
|  |               |                            |                           |                            |                           |                            |                       |                       |                       |                       | В-1                   | «Сибскана» (Иркутск)      | 3:5     |       |       |

1. Выделены команды, победившие в парах.
2. Курсивом выделены команды, на чьих полях проводились первые матчи.
3. В верхних строчках показаны результаты домашних игр, а в нижних результаты игр в гостях.
- Игры 1/4 финала. 21, 24 и 25 февраля.
- «Маяк» (Краснотурьинск) − «Старт» (Нижний Новгород) 7:2 − 3:7 −2:4.
- «Волга» (Ульяновск) − «Сибсельмаш» (Новосибирск) 5:3 − 2:7 − 2:8.
- «Родина» (Киров) − «Сибскана» (Иркутск) 2:4 − 2:8.
- «Енисей» (Красноярск) − «Водник» (Архангельск) 3:12 − 0:13.
- Игры 1/2 финала для команд, разыгрывающих места с 1 по 4. 29 февраля, 3 и 4 марта.
- «Сибсельмаш» (Новосибирск) − «Старт» (Нижний Новгород) 6:4 − 2:6 −4:3.
- «Водник» (Архангельск) − «Сибскана» (Иркутск) − 17:2 − 3:2.
- Финал за 1-2 место. 8, 11 и 12 марта.
- «Сибсельмаш» (Новосибирск) − «Водник» (Архангельск) 6:4 − 3:5 − 3:5.
- Матчи за 3 − 4 места. 8 и 11 марта.
- «Сибскана» (Иркутск) − «Старт» (Нижний Новгород) 3:5 − 0:5.

### Игры за 5-8 место
|  | Полуфиналы                  | Полуфиналы                |      |                             | Матчи за 5 место        | Матчи за 5 место |
|  |                             |                           |      |                             |                         |                  |
|  |                             |                           |      |                             |                         |                  |
|  | З-3 «Волга» (Ульяновск)     | 5:3-5:3                   |      |                             |                         |                  |
|  | В-4 «Маяк» (Краснотурьинск) | 5:4                       |      |                             |                         |                  |
|  |                             |                           |      |                             |                         |                  |
|  |                             |                           |      |                             |                         |                  |
|  |                             |                           |      |                             | З-3 «Волга» (Ульяновск) | 4:3-2:0          |
|  |                             | В-3 «Енисей» (Красноярск) | 15:1 |                             |                         |                  |
|  |                             |                           |      |                             |                         |                  |
|  |                             |                           |      |                             |                         |                  |
|  |                             |                           |      |                             | Матчи за 7-е место      |                  |
|  |                             |                           |      |                             |                         |                  |
|  | В-3 «Енисей» (Красноярск)   | 11:3-3:2                  |      | В-4 «Маяк» (Краснотурьинск) | 10:5                    |                  |
|  | З-4 «Родина» (Киров)        | 5:4                       |      |                             | З-4 «Родина» (Киров)    | 6:8              |

1. Выделены команды, победившие в парах.
2. Курсивом выделены команды, на чьих полях проводились первые матчи.
3. В верхних строчках показаны результаты домашних игр, а в нижних результаты игр в гостях.
- Игры 1/2 финала для команд, разыгрывающих места с 5 по 8. 29 февраля, 3 и 4 марта.
- «Родина» (Киров) − «Енисей» (Красноярск) 5:4 − 3:11 − 2:3.
- «Маяк» (Краснотурьинск) − «Волга» (Ульяновск) 5:4 − 3:5 −3:5.
- Матчи за 5 − 6 места. 8, 11 и 12 марта.
- «Енисей» (Красноярск) − «Волга» (Ульяновск) 15:1 − 3:4 − 0:2.
- Матч за 7 − 8 места. 8 и 11 марта.
- «Маяк» (Краснотурьинск) − «Родина» (Киров) 10:5 − 8:6.

### Турнир за 9-14 места.
| М  | гор. Екатеринбург, 26 февраля-3 марта | 9        | 10       | 11       | 12       | 13      | 14       | В | Н | П | Мячи           | О  | О-П | О-Σ |
| -- | ------------------------------------- | -------- | -------- | -------- | -------- | ------- | -------- | - | - | - | -------------- | -- | --- | --- |
| 9  | СКА-«Зенит» (Екатеринбург)            |          |          |          | 10:1 4:5 | 5:2 4:1 | 8:6 14:1 | 5 | 0 | 1 | 45 — 16 = + 29 | 15 | 5   | 20  |
| 10 | «Кузбасс» (Кемерово)                  |          |          |          | 0:2 8:3  | 6:8 8:6 | 13:4 8:6 | 4 | 0 | 2 | 43 — 29 = + 14 | 12 | 6   | 18  |
| 11 | СКА (Хабаровск)                       |          |          |          | 3:2 1:4  | 2:4 5:3 | 5:1 13:3 | 4 | 0 | 2 | 29 — 17 = + 12 | 12 | 5   | 17  |
| 12 | «Североникель» (Мончегорск)           | 1:10 5:4 | 2:0 3:8  | 2:3 4:1  |          |         |          | 3 | 0 | 3 | 17 — 26 = − 9  | 9  | 6   | 15  |
| 13 | «Строитель» (Сыктывкар)               | 2:5 1:4  | 8:6 6:8  | 4:2 3:5  |          |         |          | 2 | 0 | 4 | 24 — 30 = − 6  | 6  | 7   | 13  |
| 14 | «Локомотив» (Оренбург)                | 6:8 1:14 | 4:13 6:8 | 1:5 3:13 |          |         |          | 0 | 0 | 6 | 21 — 61 = − 40 | 0  | 4   | 4   |

В финале командам зачтены очки, набранные ими в играх между собой на предварительном этапе. В таблице результаты этих игр не показаны.

### Турнир за 15-22 места.
| М  | гор. Красногорск, гор. Москва 27 февраля-6 марта | 15       | 16       | 17      | 18       | 19       | 20       | 21       | 22      | В | Н | П | М              | О  | О-П | О-Σ |
| -- | ------------------------------------------------ | -------- | -------- | ------- | -------- | -------- | -------- | -------- | ------- | - | - | - | -------------- | -- | --- | --- |
| 15 | «Подшипник» (Самара)                             |          |          |         |          | 4:1 5:6  | 3:2 1:13 | 6:4 5:11 | 6:3 2:5 | 4 | 0 | 4 | 32 — 45 = − 13 | 12 | 13  | 25  |
| 16 | «Север» (Северодвинск)                           |          |          |         |          | 12:6 4:6 | 2:5 6:12 | 4:1 8:6  | 6:4 6:1 | 5 | 0 | 3 | 48 — 41 = + 7  | 15 | 10  | 25  |
| 17 | «Зоркий» (Красногорск)                           |          |          |         |          | 4:2 8:4  | 7:3 2:4  | 7:3 9:2  | 5:2 3:1 | 7 | 0 | 1 | 45 — 21 = − 24 | 21 | 9   | 30  |
| 18 | «Динамо» (Москва)                                |          |          |         |          | 3:2 6:7  | 2:4 3:8  | 9:2 12:2 | 7:1 8:2 | 5 | 0 | 3 | 50 — 28 = + 22 | 15 | 3   | 18  |
| 19 | «Саяны» (Абакан)                                 | 1:4 6:5  | 6:12 6:4 | 2:4 4:8 | 2:3 7:6  |          |          |          |         | 3 | 0 | 5 | 34 — 46 = − 12 | 9  | 13  | 22  |
| 20 | «Агрохим» (Березники)                            | 2:3 13:1 | 5:2 12:6 | 3:7 4:2 | 4:2 8:3  |          |          |          |         | 6 | 0 | 2 | 51 — 26 = + 25 | 18 | 9   | 27  |
| 21 | «Шахтёр» (Ленинск-Кузнецкий)                     | 4:6 11:5 | 1:4 6:8  | 3:7 2:9 | 2:9 2:12 |          |          |          |         | 1 | 0 | 7 | 31 — 60 = − 29 | 3  | 7   | 10  |
| 22 | «Евразия-Спорт» (Первоуральск)                   | 3:6 5:2  | 4:6 1:6  | 2:5 1:3 | 1:7 2:8  |          |          |          |         | 1 | 0 | 7 | 19 — 43 = − 24 | 3  | 6   | 9   |

В финале командам зачтены очки, набранные ими в играх между собой на предварительном этапе. В таблице результаты этих игр не показаны.

## Сводная таблица чемпионата
| Команда                            | И  | В  | Н | П  | М       | О  |
| ---------------------------------- | -- | -- | - | -- | ------- | -- |
| 1. «Водник» (Архангельск)          | 27 | 19 | 2 | 6  | 176:79  | 40 |
| 2. «Сибсельмаш» (Новосибирск)      | 29 | 17 | 1 | 11 | 145:88  | 35 |
| 3. «Старт» (Нижний Новгород)       | 28 | 19 | 2 | 7  | 137:88  | 40 |
| 4. «Сибскана» (Иркутск)            | 26 | 14 | 3 | 9  | 103:94  | 31 |
| 5. «Волга» (Ульяновск)             | 29 | 18 | 2 | 9  | 122:102 | 38 |
| 6. «Енисей» (Красноярск)           | 28 | 15 | 1 | 12 | 113:100 | 31 |
| 7. «Маяк» (Краснотурьинск)         | 28 | 14 | 4 | 10 | 117:97  | 32 |
| 8. «Родина» (Киров)                | 27 | 13 | 1 | 13 | 104:107 | 27 |
| 9. СКА-«Зенит» (Екатеринбург)      | 26 | 15 | 3 | 8  | 125:82  | 33 |
| 10. «Кузбасс» (Кемерово)           | 26 | 12 | 3 | 11 | 123:110 | 27 |
| 11. СКА (Хабаровск)                | 26 | 13 | 4 | 9  | 94:86   | 30 |
| 12. «Североникель» (Мончегорск)    | 26 | 14 | 0 | 12 | 89:94   | 28 |
| 13. «Строитель» (Сыктывкар)        | 26 | 12 | 4 | 10 | 109:97  | 28 |
| 14. «Локомотив» (Оренбург)         | 26 | 7  | 3 | 16 | 85:143  | 17 |
| 15. «Зоркий» (Красногорск)         | 28 | 11 | 1 | 16 | 116:129 | 23 |
| 16. «Агрохим» (Березники)          | 28 | 12 | 2 | 14 | 104:96  | 26 |
| 17. «Подшипник» (Самара)           | 28 | 11 | 2 | 15 | 91:136  | 24 |
| 18. «Север» (Северодвинск)         | 28 | 11 | 2 | 15 | 127:139 | 24 |
| 19. «Саяны» (Абакан)               | 28 | 10 | 3 | 15 | 106:127 | 23 |
| 20. «Динамо» (Москва)              | 28 | 8  | 1 | 19 | 105:153 | 17 |
| 21. «Шахтёр» (Ленинск-Кузнецкий)   | 28 | 6  | 3 | 19 | 73:160  | 15 |
| 22. «Евразия-Спорт» (Первоуральск) | 28 | 6  | 1 | 21 | 76:133  | 13 |

## Составы команд и статистика игроков
Чемпионы России
- 1. «Водник» (Архангельск) (23 игрока): Владимир Петухов (13), Ильяс Хандаев (18) — Александр Киприянов (24; 0), Юрий Синицын (22; 0), Олег Тюкавин (25; 0), Алексей Белов (24; 3), Юрий Зайцев (18; 4), Игорь Коняхин (25; 25), Олег Незнамов (27; 14), Юрий Погребной (26; 2), Валерий Проурзин (26; 4), Эдуард Трифонов (27; 26), Александр Тюкавин (26; 12), Олег Батов (26; 10), Николай Кулагин (21; 7), Андрей Стук (27; 41), Дмитрий Шеховцов (24; 11). В составе команды также выступали Денис Варлачёв (5; 0), Дмитрий Веселов (2; 0), Александр Зинкевич (6; 2), Дмитрий Шаров (1; 0), Николай Ярович (6; 1), Игорь Гапанович (6; 14).

Серебряные призёры
- 2. «Сибсельмаш» (Новосибирск) (22 игрока): Эдуард Вормсбехер (17), Владислав Нужный (26) — Сергей Белинский (20; 1), Сергей Каргаполов (28; 0), Николай Коновалов (19; 0), Дмитрий Коропоткин (18; 1), Александр Лопатин (24; 0), Сергей Васильев (26; 3), Александр Михеев (29; 2), Сергей Рогулёв (29; 7), Андрей Федосеев (25; 11), Андрей Филиппов (25; 22), Олег Чубинский (29; 1), Алексей Бурков (29; 24), Игорь Войтович (29; 22), Игорь Казарин (18; 9), Михаил Клянин (26; 11), Дмитрий Копнин (18; 10), Сергей Таранов (29; 18). В составе команды также выступали Анатолий Зыкин (2; 0), Евгений Кукс (5; 2), Михаил Юрьев (1; 1).

Бронзовые призёры
- 3. «Старт» (Нижний Новгород) (25 игроков): Николай Зыкин (26), Вячеслав Рябов (21) — Александр Вихарев (27; 1), Константин Клековкин (26; 4), Олег Лаврентьев (27; 2), Валерий Осипов (28; 5), Олег Шестеров (28; 1), Дмитрий Чекулаев (24; 3), Игорь Чиликин (27; 3), Михаил Щитов (23; 9), Игорь Агапов (26; 6), Андрей Бегунов (28; 16), Юрий Игнатьев (12; 0), Анатолий Илясов (26; 3), Вадим Морозов (28; 32), Александр Сергеев (28; 37), Алексей Фошин (21; 4). В составе команды также выступали Павел Гаврилов (2; 0), Алексей Дьяков (7; 9), Сергей Кондрашов (6; 1), Игорь Коноплёв (7; 1), Виктор Митрофанов (11; 0), Дмитрий Мухин (2; 0), Андрей Ярунин (9; 0) и вратарь Александр Евтин (3; ?).

- 4. «Сибскана» (Иркутск) (18 игроков): Алексей Баженов (22), Алексей Негрун (11) — Михаил Бральгин (24; 5), Александр Васильев (10; 2), Евгений Гришин (26;29), Вадим Губарев (10; 3), Сергей Домышев (26; 15), Василий Донских (26; 2), Виктор Захаров (24; 1), Василий Карелин (25; 0), Василий Никитин (26; 5), Михаил Никитин (26; 8), Юрий Никитин (26; 13), Роман Разумов (25; 9), Евгений Смолянинов (26; 0), Дмитрий Соколов (23; 1), Александр Труфанов (12; 0), Иван Угрюмов (23; 10).
- 5. «Волга» (Ульяновск) (27 игроков): Алексей Агафонов (25), Олег Шубин (27) — Николай Афанасенко (16; 3), Сергей Барбунов (20; 31), Игорь Воронцов (15; 0), Раис Гайфуллин (27; 0), Сергей Евдокимов (27; 3), Владимир Иванов (28; 0), Игорь Князев (18; 0), Дмитрий Козлов (28; 1), Андрей Кулагин (17; 0), Логинов Юрий (26; 20), Дмитрий Маланин (26; 8), Андрей Рушкин (27; 14), Алексей Самойлов (28; 6), Николай Синьков (19; 1), Игорь Уфандеев (19; 0), Дмитрий Филимонов (25; 3), Алексей Художилов (29; 11), Сергей Чесалов (22; 19). В составе команды также выступали Денис Коваль (2; 0), Виталий Макаров (13; 1), Александр Новиков (13; 0), Сергей Улазов (1; 0), Алексей Шолохов (2; 0) и вратари Сергей Кузнецов (2; ?) и Сергей Пыркин (2; ?). 1 мяч в свои ворота забил Юрий Назинкин «Север» (Северодвинск).
- 6. «Енисей» (Красноярск) (23 игрока): Андрей Баландин (18), Павел Евтушенко (16), Косынчук Александр (12) — Виталий Ануфриенко (25; 16), Михаил Афоничев (5; 0), Игорь Бондаренко (28; 0), Сергей Бурлаков (26; 11), Андрей Веселов (28; 0), Виталий Грачёв (27; 0), Владимир Гуртовой (27; 1), Михаил Добрынин (26; 0), Евгений Колосов (27, 6), Сергей Ломанов-ст. (5; 8), Иван Максимов (28; 19), Вячеслав Морзовик (6; 0), Юрий Першин (28; 8), Денис Рябчевский (10; 0), Валерий Савин (28; 33), Анатолий Суздалев (23; 1), Сергей Фоменко (22; 2), Евгений Швецов (22; 0), Алексей Щеглов (28; 6), Дмитрий Щетинин (27; 2).
- 7. «Маяк» (Краснотурьинск) (20 игроков): Валерий Загребельный (26), Кирилл Хвалько (28) − Роман Валк (2; 0), Юрий Вальтер (27; 0), Антон Дерябин (5; 0), Михаил Дунаев (9; 0), Павел Екимов (28; 6), Денис Иванушкин (24; 0), Евгений Иванушкин (9; 0), Сергей Ирисов (28; 9), Олег Кулаев (28; 21), Алексей Курочкин (28; 9), Максим Легаев (28; 2), Андрей Маряшин (28; 14), Владислав Новожилов (26; 9), Виктор Нуждин (28; 5), Игорь Смуров (28; 0), Юрий Германович Соколов (27; 0), Владимир Третьяков (28; 1), Олег Чернов (28; 41).
- 8. «Родина» (Киров) (20 игроков): Денис Половников (10), Андрей Слобожанинов (4), Владимир Щепалин (26) − Сергей Агалаков (1; 0), Константин Горностаев (26; 10), Дмитрий Городчиков (5; 1), Алексей Загарских (27; 7), Игорь Загоскин (27; 4), Игорь Коньков (23; 0), Алексей Кузнецов (26; 1), Павел Курочкин (9; 1), Андрей Макуненков (27; 16), Андрей Мороков (27; 19), Сергей Обухов (1; 2), Эдуард Патрушев (27; 26), Александр Симонов (21; 0), Денис Слаутин (27; 2), Сергей Александрович Фоминых (26; 11), Алексей Холстинин (27; 0), Сергей Шабуров (27; 4)
- 9. «СКА-Свердловск» (Екатеринбург) (16 игроков): Алексей Пономарёв (12), Олег Пшеничный (26) − Александр Братцев (26; 35), Леонид Вострецов (19; 8), Алексей Жеребков (26; 13), Андрей Кислов (24; 2), Вячеслав Мамочкин (25; 16), Вадим Мокин (20; 5), Юрий Никульшин (23; 11), Павел Петунин (24; 2), Андрей Санников (26; 0), Игорь Стафеев (26; 3), Сергей Таранов (1971 г.) (20; 1), Олег Хайдаров (23; 0), Евгений Хвалько (26; 16), Максим Чермных (26; 13).
- 10. «Кузбасс» (Кемерово) (18 игроков): Дмитрий Атапин (19), Дмитрий Вилкин (24) — Владимир Баздырев (26; 0), Сергей Бессонов (26; 38), Сергей Большаков (26; 4), Юрий Витухин (26; 20), Юрий Волков (26; 26), Дмитрий Дунцев (19; 0), Дмитрий Евтюшин(26; 0), Алексей Викторович Золотарёв (15; 2), Дмитрий Марьин (10; 0), Евгений Морозов (26; 1), Алексей Мясоедов (23; 1), Дмитрий Самойлов (3; 0), Максим Смолянинов (1; 0), Николай Талаш (26; 0), Сергей Тарасов (26; 31), Алексей Федосов (26; 1).
- 11. СКА-«Нефтяник» (Хабаровск) (19 игроков): Олег Андрющенко (11), Сергей Бурдюхов (17), Владимир Шестаков (12; ?) − Александр Волков (26; 0), Алексей Голитаров (6; 1), Юрий Горностаев (26; 7), Константин Ерёменко (26; 4), Виктор Ковалёв (24; 10), Алексей Кульков (24; 3), Сергей Лапин (6; 0), Александр Леонов (26; 1), Игорь Осипов (26; 19), Андрей Петров (26; 15), Александр Прасолов (26; 7), Виталий Скопинцев (14; 0), Александр Сташко (22; 6), Евгений Стеблецов (25; 3), Дмитрий Ушаков (12; 0), Руслан Шувалов (25; 18).
- 12. «Североникель» (Мончегорск) (21 игрок): Виктор Каменев (26), Михаил Рябинин (7) − Константин Аврясов (24; 1),Анатолий Бунеев (24; 0), Олег Горбов (26; 16), Сергей Гусев (12; 0), Николай Ефремов (15; 1), Михаил Жмуцкий (2; 0), Эдуард Замарин (26; 2), Дмитрий Ильин (7; 0), Яков Красовский (3; 0), Андрей Макаров (25; 9), Сергей Покидов (26; 42), Кирилл Рожин (4; 0), Андрей Савичев (17; 0), Эдуард Саксонов (26; 0), Николай Салин (9; 4), Сергей Старосветский (23; 8), Андрей Стольников (26; 0), Феликс Тарасов (24; 3), Пётр Широков (25; 3).
- 13. «Строитель» (Сыктывкар) (21 игрок): Константин Агафонов (18), Эдуард Найденков (26) − Роман Васильев (13, 1), Андрей Герасимов, Андрей Гресь (22, 1), Сергей Гуторов (26, 10), Сергей Дёмин (26, 1), Алексей Другов (26, 27), Руслан Исаев (20, 0), Вячеслав Леготин (26, 13), Владимир Марков (25, 8), Сергей Надев (9, 0), Руслан Нейфельд (15, 1), Денис Олейник (5, 0), Андрей Тимушев (25, 8), Алексей Устюжанин (26, 13), Константин Хорошилов (26, 0), Сергей Хрящёв (25, 0), Михаил Цывунин (18, 0), Алексей Чугунов (26, 1), Юрий Шкурко (26, 25).
- 14. «Локомотив» (Оренбург) (19 игроков): Владимир Волков, Алексей Лукин (24), Юрий Сотников (26) − Юрий Алексеев (26, 6), Андрей Башков (?, 2), Сергей Битков (26, 9), Олег Золотов (26, 9), Юрий Коцупей (26, 2), Олег Кукушкин (26, 8), Максим Лоханов (8, 0), Вадим Поркулевич (26, 3), Сергей Поркулевич (26, 7), Азат Садыков (?, 0), Сергей Саушкин (21, 13), Сергей Сурков (?, 3), Игорь Фаттахов (25, 1), Рамис Хабибуллин (26, 18), Дмитрий Чулочников (13, 1), Юрий Чурсин (26, 3).
- 15. «Зоркий» (Красногорск) (18 игроков): Юрий Букалкин (20), Александр Господчиков (8) — Андрей Антонов (24; 11), Владимир Балаев (28; 2), Андрей Блынский (28; 34), Сергей Веснин (28; 1), Кирилл Давыдов (26; 20), Дмитрий Ефанов (28; 22), Александр Илларионов (28; 9), Андрей Коротков (28; 1), Максим Кошелев (25; 6), Михаил Курыгин (23; 0), Андрей Осипов (20; 0), Александр Силаев (15; 0), Дмитрий Солодов (27; 8), Алексей Шевелёв (23; 2). В команде также выступали Александр Епифанов (8; 0) и Александр Романенков (5; 0).
- 16. «Агрохим» (Березники) (16 игроков): Андрей Анисимов (17), Олег Крутихин (20) − Владислав Бабин (23, 0), Александр Ваганов (28, 21), Игорь Волгунцев (27, 21), Игорь Коданёв (27, 13), Дмитрий В. Козлов (27, 2), Алексей Крашенинников (26, 0), Алексей Кузьмин (28, 9), Валерий Куманяев (28, 20), Дмитрий Протонин (?; 3), Олег Тимонин (27; 0), Алексей Усьянцев (25, 0), Евгений Федосеев (?, 0), Олег Шарков (28, 15), Александр Шмидт (24, 0).
- 17. «Подшипник» (Самара) (21 игрок): Аркадий Мельников − Владимир Бирюков, Игорь Добижин, Владимир Долгов, Вадим Домаренок (4), Рустам Иванов, Станислав Иванов (2), Всеволод Казаков (3), Пётр Клочков (2), Вячеслав Козлов, Олег Немов (3), А. Овсянников (2), Александдр Платонов (24), Владимир Поликарпов, Дмитрий Пудов (6), Евгений Ратников (22), Валерий Савичев (14), Михаил Сафошин (7), Олег Сверчков, Юрий Ушаков, Шамиль Шагеев (2).
- 18. «Север» (Северодвинск) (20 игроков): Геннадий Кудрявцев (16; −60), Михаил Лебедев (7; −9), Александр Степанов (14; −70) − Андрей Бережной (22; 11), Сергей Бороздин (19; 4), Алексей Захаров (21; 0), Андрей Котачёв (26; 13), Юрий Кучин (18; 2), Валерий Могучий (27; 11), Юрий Назинкин (22; 7), Виктор Никитинский (24; 1), Александр Романюк (27; 2), Виктор Смутный (24; 24), Дмитрий Сухондяевский (28; 37), Евгений Шихирин (15; 1), Алексей Шишкин (27; 4), Денис Шумов (25; 7) и Сергей Щукин (28; 0). В команде также выступали Антон Левченко (7; 1) и Олег Сауков (5; 2).
- 19. «Саяны» (Абакан) (18 игроков): Игорь Лопухин (20), Сергей Юсов (14) − Игорь Вершинин (20; 9), Андрей Галеев (20; 21), Сергей Дубинин (16; 0), Евгений Ерахтин (20; 13), Николай Кадакин (19; 3), Андрей Калинин (20; 14), Михаил Калтыга (19; 4), Евгений Кочубеев (18; 1), Иван Кунстман (20; 12), Игорь Савенков (20; 25), Владимир Савин (19; 1), Алексей Терентьев (20; 0), Александр Черменин (20; 3). В команде также выступали Виталий Лабун (9; 0), Андрей Пескишев (9; 0) и Юрий Тимофеев (7; 0;).
- 20. «Динамо» (Москва) (20 игроков): Константин Кравец (27; −118), Всеволод Харчев (11; −35) − Сергей Аржанов (11; 3), Виктор Бахчиванджи (27; 12), Сергей Безобразов (7; 14), Александр Берёзин (24; 13), Алексей Гроза (28; 1), Андрей Ерошенко (24; 0), Евгений Жирнов (17; 0), Золотарёв Алексей (8; 1), Андрей Золотарёв (28; 4), Дмитрий Коваленко (26; 1), Вячеслав Манкос (26; 28), Александр Михалёв (27; 9), Александр Мишин (28; 8), Андрей Плавунов (22; 4), Владимир Пушкарёв (17; 6), Дмитрий Русин (1; 0), Виталий Соболев (27; 0), Андрей Черкасов (26; 1).
- 21. «Шахтёр» (Ленинск-Кузнецкий) (22 игрока): Александр Веденеев (4), Вячеслав Стародид (28; 2), Анатолий Умрихин − Олег Агеев (20; 2), Сергей Васильев (28; 2), Александр Горский (27; 0), Дмитрий Каретин (8; 0), Дмитрий Константинов (18; 0), Виталий Кухтинов (20; 1), Сергей Кухтинов (28; 6), Максим Маклас (14; 0), Михаил Мелехин, Сергей Никитин, Дмитрий Приезжих (28; 0), Евгений Рябоконев (25; 9), Михаил Сергеев (26; 0), Андрей Сюткин (27; 17), Павел Тетерин (7; 0), Евгений Трунёв (8; 0), Дмитрий Фёдоров (27; 0), Дмитрий Чуркин (28; 25), Андрей Юрин (28; 9).
- 22. «Евразия-Спорт» (Первоуральск) (20 игроков): Владимир Коркодинов, Антон Мокеев (6), Сергей Сотин (28) − Иван Абознов (23, 1), Вячеслав Алимов (28, 1), Сергей Васильев (27, 0), Станислав Вяткин (27, 3), Сергей Галич (28, 11), Александр Грехов (22, 2), Салих Ешпанов, Олег Ислентьев (12, 0), Владимир Кирьянов (26, 8), Леонид Клюкин (27, 11), Юрий Комнацкий (21, 17), Сергей Полин (16, 1), Вячеслав Смирнов (13, 0), Михаил Танков (22, 3), Олег Хлопунов (28, 9), Алексей Шайбаков (?; 5), Михаил Шолохов (18, 4).

Для команд «Строитель» (Сыктывкар), «Локомотив» (Оренбург), «Агрохим» (Березники), «Подшипник» (Самара), «Шахтёр» (Ленинск-Кузнецкий) и «Евразия-Спорт» (Первоуральск) сведения о количестве сыгранных матчей хоккеистами, к сожалению, отсутствуют.
Лучший бомбардир — Сергей Покидов, «Североникель» (Мончегорск) — 42 мяча.
По итогам сезона определён список 22 лучших игроков.

## Первая лига
Соревнования прошли с 25 ноября 1995 по 10 марта 1996 года. 23 команд были разделены на три группы. В финальном турнире по две лучшие команды от каждой группы оспаривали два места в высшей лиге.

## Вторая лига
Соревнования прошли с 3 декабря 1995 по 6 марта 1996 года.
На предварительном этапе 27 команд, разбитые на шесть групп, определили победителей. В 1 и 5 группах команды играли в 4 круга с разъездами, во 2 группе − в два круга с разъездами, в 3, 4 и 6 группах в два круга в одном городе.
- Первая зона. Победитель «Родник» (Родники).
- Вторая зона. Победитель «Шахтёр» (Карпинск).
- Третья зона. (Белорецк). Победитель «Металлург» (Белорецк).
- Четвёртая зона. (Красноярск). Победитель «Алтайкровля» (Новоалтайск).
- Пятая зона (чемпионат Хабаровского края). Победитель «Нефтяник» (Хабаровск).
- Шестая зона. (Кулебаки). Победитель «Волна» (Балахна).

В финале должны были играть две лучшие команды первой группы и победители других групп, однако «Родник» (Родники), «Алтайкровля» (Новоалтайск) и «Нефтяник» (Хабаровск) от участия в турнире отказались. Дополнительно к финалу был допущен «Криогенмаш» (Балашиха).

### Финальный турнир второй группы класса «А»
Заключительный этап соревнований состоялся в Балахне, Нижегородская область с 1 по 6 марта 1996 года.
| М | Команда                 | 1    | 2    | 3   | 4    | 5   | В | Н | П | Мячи           | О  |
| - | ----------------------- | ---- | ---- | --- | ---- | --- | - | - | - | -------------- | -- |
| 1 | «Волна» (Балахна)       |      | 8:4  | 5:1 | 21:1 | 9:1 | 6 | 0 | 0 | 70 − 14 = + 56 | 12 |
| 2 | «Старт» (Нерехта)       | 4:8  |      | 9:3 | 12:1 | 2:4 | 4 | 0 | 2 | 50 − 21 = + 29 | 8  |
| 3 | «Шахтер» (Карпинск)     | 1:5  | 3:9  |     | 7:7  | 6:1 | 3 | 1 | 3 | 25 − 27 = − 2  | 7  |
| 4 | «Металлург» (Белорецк)  | 1:21 | 1:12 | 7:7 |      | 3:3 | 2 | 2 | 2 | 24 − 53 = − 29 | 6  |
| 5 | «Криогенмаш» (Балашиха) | 1:9  | 4:2  | 1:6 | 3:3  |     | 2 | 1 | 3 | 21 − 30 = − 9  | 5  |

- «Волна» (Балахна): А. Бардов (8), А. Кадышев (4), И. Плаксин (4) — А. Васин (8), Д. Вечканов (8; 6), А. Лебедев (8; 1), А. Наянов (8; 2), И. Русин (8; 2), Д. Сакович (8; 3), А. Семочкин (8), В. Якушенко (8), Е. Смирнов (7; 12), П. Васин (4), С. Гладких (4; 6), И. Карагайчев (4; 11), Д. Коченов (4), М. Крюков (4; 1), Д. Лопаткин (4), Д. Иевлев (3), В. Кобызов (3; 4), А. Ганин (1), А. Локушин (1). Главный тренер − А. В. Рычагов

Право выступать в первой лиге завоевала «Волна» (Балахна). Дополнительно право выступать в первой лиге получили «Старт» (Нерехта) и команды дальневосточной группы «Надежда» (Биробиджан), «Локомотив» (Хабаровск), «Нефтяник» (Хабаровск), СКА-2 (Хабаровск), «Смена» (Комсомольск-на-Амуре), «Урожай» (Смидович), «Восток» (Арсеньев).